# Arauca (Caldas)
Arauca es un centro poblado colombiano bajo jurisdicción del municipio de Palestina, Caldas. Ubicado sobre una quebrada en la orilla derecha del rio Cauca. Arauca es un punto activo que une el centro del Departamento de Caldas con el Bajo Occidente.  

## Generalidades
El nombre de "Arauca", aparece mencionado en los relatos de las guerras civiles, por el mismo tiempo en que se habla de La Margarita como una de las más importantes haciendas de ese sector.
En las décadas de los cuarenta y cincuenta del siglo XX. Su auge fue inusitado pues era una activa estación del tren. Si uno se subía en Arauca podía ir directamente a La Virginia, a muchas ciudades del Valle del Cauca. Gente y mercancía en todas las direcciones.

## Economía
Muchos de los empleados de los centros vacacionales y condominios en el sector de La Rochela, viven en Arauca. En este centro poblado se extraen materiales de construcción en el río Chinchiná y afluentes del Cauca.
Arauca tiene un activo comercio. Especialmente, la compras de café y cacao.